# Fußball-Weltmeisterschaft 1958/England
Dieser Artikel behandelt die englische Fußballnationalmannschaft bei der Fußball-Weltmeisterschaft 1958.

## Qualifikation
| England  | - | Dänemark | 5:2 | Taylor 2' 22' 53', Edwards 66' 77' / Nielsen 27' 64' |
| England  | - | Irland   | 5:1 | Taylor 10' 19' 40', Atyeo 38' 90' / Curtis 56'       |
| Dänemark | - | England  | 1:4 | Jensen 27' / Haynes 28', Taylor 71' 86', Atyeo 75'   |
| Irland   | - | England  | 1:1 | Ringstead 3' / Atyeo 90'                             |

## Englisches Aufgebot
| Nr.               | Name                | Verein vor WM-Beginn    | Geburtstag | Spiele   | Tore     | Platzverweise |          |
| Torhüter          | Torhüter            | Torhüter                | Torhüter   | Torhüter | Torhüter | Torhüter      | Torhüter |
| ----------------- | ------------------- | ----------------------- | ---------- | -------- | -------- | ------------- | -------- |
| 1                 | Colin McDonald      | FC Burnley              | 15.10.1930 | 4        | 0        | 0             |          |
| 12                | Eddie Hopkinson     | Bolton Wanderers        | 29.10.1935 | 0        | 0        | 0             |          |
| 13                | Alan Hodgkinson     | Sheffield United        | 16.08.1936 | 0        | 0        | 0             |          |
| Abwehrspieler     |                     |                         |            |          |          |               |          |
| 2                 | Don Howe            | West Bromwich Albion    | 12.10.1935 | 4        | 0        | 0             |          |
| 3                 | Tommy Banks         | Bolton Wanderers        | 10.11.1929 | 4        | 0        | 0             |          |
| 5                 | Billy Wright        | Wolverhampton Wanderers | 06.02.1924 | 4        | 0        | 0             |          |
| 14                | Peter Sillett       | FC Chelsea              | 01.02.1933 | 0        | 0        | 0             |          |
| 16                | Maurice Norman      | Tottenham Hotspur       | 08.05.1934 | 0        | 0        | 0             |          |
| Mittelfeldspieler |                     |                         |            |          |          |               |          |
| 4                 | Eddie Clamp         | Wolverhampton Wanderers | 14.09.1934 | 3        | 0        | 0             |          |
| 6                 | Bill Slater         | Wolverhampton Wanderers | 29.04.1927 | 3        | 0        | 0             |          |
| 8                 | Bobby Robson        | West Bromwich Albion    | 18.02.1933 | 3        | 0        | 0             |          |
| 15                | Ronnie Clayton      | Blackburn Rovers        | 05.08.1934 | 1        | 0        | 0             |          |
| 18                | Peter Broadbent     | Wolverhampton Wanderers | 15.05.1933 | 1        | 0        | 0             |          |
| Stürmer           |                     |                         |            |          |          |               |          |
| 7                 | Bryan Douglas       | Blackburn Rovers        | 27.05.1934 | 3        | 0        | 0             |          |
| 9                 | Derek Kevan         | West Bromwich Albion    | 06.03.1935 | 4        | 2        | 0             |          |
| 10                | Johnny Haynes       | FC Fulham               | 17.10.1934 | 4        | 1        | 0             |          |
| 11                | Tom Finney          | Preston North End       | 05.04.1922 | 1        | 1        | 0             |          |
| 17                | Peter Brabrook      | FC Chelsea              | 08.11.1937 | 1        | 0        | 0             |          |
| 19                | Bobby Smith         | Tottenham Hotspur       | 22.02.1933 | 0        | 0        | 0             |          |
| 20                | Bobby Charlton      | Manchester United       | 11.10.1937 | 0        | 0        | 0             |          |
| 21                | Alan A’Court        | FC Liverpool            | 30.09.1934 | 3        | 0        | 0             |          |
| 22                | Maurice Setters     | West Bromwich Albion    | 16.12.1936 | 0        | 0        | 0             |          |
| Trainer           |                     |                         |            |          |          |               |          |
|                   | Walter Winterbottom |                         | 31.03.1913 |          |          |               |          |

## Spiele der englischen Mannschaft

### Vorrunde
- Sowjetunion –  England 2:2 (1:0)

Stadion: Ullevi (Göteborg)
Zuschauer: 45.000
Schiedsrichter: Zsolt (Ungarn)
Tore: 1:0 Simonjan (13.), 2:0 A. Iwanow (55.), 2:1 Kevan (66.), 2:2 Finney (85.) 11m
- Brasilien –  England 0:0

Stadion: Ullevi (Göteborg)
Zuschauer: 30.000
Schiedsrichter: Dusch (BR Deutschland)
- England –  Österreich 2:2 (0:1)

Stadion: Ryavallen (Borås)
Zuschauer: 16.800
Schiedsrichter: Bronkhorst (Niederlande)
Tore: 0:1 Koller (16.), 1:1 Haynes (56.), 1:2 Körner (70.), 2:2 Kevan (73.)
Besonders interessant war die Gruppe 4, in der sich Brasilien als Erster gegen die Sowjetunion, England und den WM-Dritten von 1954, Österreich, durchsetzte. Nach dem 3:0 gegen Österreich konnten die Südamerikaner den Engländern nur ein 0:0 abringen. Gegen die Sowjetunion (2:0 durch zwei Tore von Vava) tauchte zum ersten Mal ein 17-jähriger junger Mann in der Startelf auf, der noch für Furore sorgen sollte: Edson Arantes do Nascimento, genannt Pelé. Gruppenzweiter wurden die Russen (mit Torwart-Legende Lew Jaschin), die aufgrund der Punktegleichheit mit dem Favoriten England (hatten den Verlust der beim Flugzeugabsturz verunglückten Spieler von Manchester United zu verkraften) ins Play-off-Spiel mussten und das Fußball-Mutterland mit 1:0 besiegten. Österreich (Mittelläufer: Ernst Happel!) konnte in dieser Gruppe nicht viel ausrichten und wurde mit nur einem Remis (gegen England) Tabellenletzter.

#### Playoff
- Sowjetunion –  England 1:0 (0:0)

Stadion: Ullevi (Göteborg)
Zuschauer: 23.180
Schiedsrichter: Dusch (BR Deutschland)
Tore: 1:0 Iljin (68.)